# Паре или живот
Паре или живот је српска хумористичка телевизијска серија из 2008. године. Снимљена је у продукцији MM Production-a и РТВ Пинк.
Серија има 30 епизода које су у Србији емитоване на ТВ каналу Пинк у сезони 2008/2009. суботом у 20.00. Као ТВ специјал, на основу серије, снимљен је и дводелни ТВ филм под истим насловом, који је емитован у четири епизоде.
Извршни продуцент је Милутин Мима Караџић, оригиналну музику компоновао је Александар Саша Локнер. Сценариста је Даница Пајовић, а редитељ је Милан Караџић.

## Радња
Серија прати напоре неафирмисаног музичара Џонија да постане славан. Џони је убеђен да свој циљ може достићи само уз помоћ Микија, старог пријатеља свог оца који се још пре двадесет година повукао из шоу-бизниса и живи на периферији Београда као ситни трговац. Тако се једног дана Џони појављује на Микијевим вратима и убрзо му запоседа цео живот.

## Улоге
| Глумац                | Улога                      |
| --------------------- | -------------------------- |
| Андрија Милошевић     | Џони Поповић               |
| Милутин Караџић       | Мирко Радовић — Мики       |
| Дубравка Мијатовић    | Вишња                      |
| Љубомир Бандовић      | Предраг Маруновић — Марун  |
| Тања Петровић         | Сунчица                    |
| Ерол Кадић            | Часлав                     |
| Данина Јефтић         | Маја                       |
| Иван Зекић            | Гаги                       |
| Катарина Димитријевић | Ксенија Радовић            |
| Виктор Савић          | Влада                      |
| Милан Калинић         | Славен Денчић              |
| Весна Паштровић       | Тамара Бигевић алиас Ирина |
| Зинаида Дедакин       | Шефица Зденка              |
| Ивана Јовановић       | Марија                     |
| Павле Јеринић         | Јован                      |
| Александар Радојичић  | Небојша Дидић              |
| Катарина Илић         | Олга                       |
| Ана Николић           | певачица Санела            |
| Андријана Тасић       | Дијана                     |
| Драгана Милошевић     | Емина Хаџихафизбеговић     |
| Владан Дујовић        | Богдан                     |
| Марко Долаш           | Тони                       |
| Маја Брунер           | Лидија                     |
| Огњен Амиџић          | Конобар                    |
| Александар Вучић      | Специјални Гост            |